# Honda CR-X del Sol
La Honda CR-X del Sol est un petit roadster biplace fabriqué par Honda. S'inscrivant dans la lignée des modèles CR-X de Honda, elle reprend la plateforme de la Honda Civic de 5e génération et dispose d'un toit de type Targa amovible manuellement ou électriquement venant se loger dans la partie haute du coffre, offrant une cinématique des plus élaborées pour l'époque.

## Description
La voiture n'est pas une vraie décapotable : la vitre électrique arrière se baisse et le toit targa en aluminium se range de manière pratique dans le coffre, laissant un arceau de protection.
Particularité de ce modèle, le coffre est assez imposant pour un roadster : 297 litres (0,3 m3) à vide et 235 litres (0,235 m3) avec le toit rangé dans le coffre.
|  |  |  |

## Production
La CR-X del Sol a été commercialisée en France de 1992 à 1998. Elle était fabriquée, comme la Civic de 5e génération, à l'usine de Suzuka au Japon.
Six motorisations seront proposées durant sa commercialisation :
- 1,5 litre (130 ch, marché japonais).
- 1,5 litre D15B7 (102 ch, réservé aux marchés nord-américains).
- 1,6 litre D16a9 double arbre à cames, non VTEC (130 ch, réservée aux marchés des Émirats arabes et du Maroc).
- 1,6 litre D16z6 simple arbre à cames, avant 1995 (125 ch / 93 kW, appelée « ESi » en Europe, « Si » aux USA).
- 1,6 litre D16y8 simple arbre à cames, après 1995 (127 ch).
- 1,6 litre VTi B16a2 double arbre à cames (160 ch / 120 kW, appelée VTi en Europe, SiR au Japon et VTEC aux USA).

Environ 75 000 exemplaires ont été vendus aux États-Unis entre 1992 et 1997.